# Pselaphostena
Pselaphostena is een geslacht van kevers uit de familie spartelkevers (Mordellidae).
Het geslacht is voor het eerst wetenschappelijk beschreven in 1950 door Franciscolo.

## Soorten
Het geslacht omvat de volgende soorten:
- Pselaphostena antennata Franciscolo, 1951
- Pselaphostena arnoldi Franciscolo, 1950
- Pselaphostena calcarata Franciscolo, 1957
- Pselaphostena congoana Ermisch, 1952
- Pselaphostena diversicornis Franciscolo, 1951
- Pselaphostena fahraei Ermisch, 1953
- Pselaphostena fulvosignata Franciscolo, 1957
- Pselaphostena longepalpalpis Franciscolo, 1951
- Pselaphostena occidentalis Franciscolo, 1957
- Pselaphostena praetoriana Franciscolo, 1951
- Pselaphostena pulchripennis Franciscolo, 1957
- Pselaphostena rhodesiensis Franciscolo, 1951
- Pselaphostena vansoni Franciscolo, 1951